# Windermere (Flórida)
Windermere está localizada em uma vila no estado americano da Flórida, no condado de Orange. Foi incorporada em 1925.

## Geografia
De acordo com o United States Census Bureau, a vila tem uma área de 4,1 km², onde 4 km² estão cobertos por terra e 0,1 km² por água.
Windermere, assim como outras cidades pequenas de Orange County, era uma enorme plantação de laranja e cítricos. Não faz muito tempo, todo o local era conhecido como uma zona rural e distante, não havia lojas, supermercados ou escolas.
Windermere passou a sofrer uma enorme pressão urbana, devido ao crescimento de Orlando e a chamada Grande Orlando. Com êxito vem lutando para preservar suas características originais e manter seu ambiente residencial e tranquilo.

### Localidades na vizinhança
O diagrama seguinte representa as localidades num raio de 16 km ao redor de Windermere.

## Demografia
Segundo o censo nacional de 2010, a sua população é de 2 462 habitantes e sua densidade populacional é de 613,3 hab/km². Possui 960 residências, que resulta em uma densidade de 239,1 residências/km².